# Charlie Jazz Festival
Le Charlie Jazz Festival est un festival de musique qui a lieu en plein air au mois de juillet pendant trois jours, dans le parc du domaine de Fontblanche à Vitrolles. Les spectacles se produisent en différents lieux du parc de 18 heures à minuit (et plus), avec quatre spectacles par soirée.

## Charlie Free
Le Charlie Jazz Festival s'inscrit dans le projet culturel et artistique de l'association Charlie Free, qui décline ses actions tout au long de la saison avec des concerts bimensuels au club de jazz Le Moulin à Jazz, des ateliers de pratique collective, et des partenariats avec les structures culturelles de la ville et de la métropole d'Aix-Marseille-Provence.
Le Charlie Jazz Festival est un rendez-vous important dans le paysage du jazz français et européen, un évènement essentiel de la vie culturelle locale, qui s'inscrit dans le soutien à la création, la sensibilisation au jazz contemporain, et le respect du public.
L'association Charlie Free est membre de la fédération des lieux de musiques actuelles (Fédélima), qui regroupe plus d'une centaine de scènes en France, et du collectif des festivals éco-responsables et solidaires en Provence-Alpes-Côte d'Azur (COFEES)
Elle est subventionnée par la ville de Vitrolles, la métropole d'Aix-Marseille-Provence, le conseil régional de Provence-Alpes-Côte d'Azur, le conseil départemental des Bouches-du-Rhône, la SPEDIDAM, le CNV, la SACEM, avec le soutien financier de partenaires privés et de prestataires.

## Histoire
La première Fête à Charlie est organisée en 1998, avec le parrainage du dessinateur Siné. La réputation de cet évènement n'a cessé de croître, le faisant passer de la confidentialité à la notoriété nationale. En 2003, avec son extension dans le parc du domaine de Fontblanche, la Fête à Charlie est rebaptisée le Charlie Jazz Festival.

## Le domaine de Fontblanche
Le parc du domaine de Fontblanche est consacré au jazz pour la durée du festival. Autour du Moulin à Jazz s'organisent différents espaces : la scène des platanes, la scène du moulin, le parc pour la détente et la restauration, et les déambulations des fanfares jazz et marching bands, ainsi que le théâtre de Fontblanche qui présente des expositions artistiques ou photographiques, et des projections vidéo.

## Liste des principaux groupes et musiciens

### Années 2000
- 2000 : Trio Sud
- 2001 : Jean-Marie Machado, Didier Levallet, André Jaume, François Théberge
- 2002 : Daniel Humair, Chris Potter, Christian Escoudé, Zakarya Quartet, Y'en a qui manquent pas d'air, Le Syndrome de l'Ardèche
- 2003 : Emmanuel Bex, Aldo Romano, Christian « Ton-Ton » Salut, Jean-Marc Padovani, Youn Sun Nah, ONJ Barthélémy, Jacques Ferrandez / Mille Sabords
- 2004 : Eric Longsworth, Paolo Fresu Devil Quartet, Gábor Gadó, Bojan Z, Andy Emler MegaOctet, Daniel Mille, Fred Pallem / le Sacre du Tympan
- 2005 : Archie Shepp, Mina Agossi, Henri Texier Strada Sextet, Elisabeth Kontomanou
- 2006 : Sophie Alour, Aldo Romano, Raphaël Imbert Newtopia Project, David Linx, Diederik Wissels, Michel Portal, Louis Sclavis, Quartet Mobile
- 2007 : Art Ensemble Of Chicago, Sextet Rosa, Manuchello Septet, Richard Galliano Tangaria, Arnotto (Arnaud Méthivier et Otto Lechner), Vienna Art Orchestra
- 2008 : Carla Bley The Lost Chords find Paolo Fresu, Claudia Solal, Romano-Sclavis-Texier, trio Edelin-Avenel-Betsch, la Marmite Infernale / Sing for Freedom
- 2009 : Duo André Minvielle + Lionel Suarez, Baptiste Trotignon Quintet "Share", Kami Quintet, David Murray "Black Saint" Quartet, Isabelle Olivier + Youn Sun Nah (duo), le Paris Jazz Big Band

### Années 2010
- 2010 : Melc trio invite Denis Jones, Jean-Marie Machado Danzas Fiesta nocturna, Sashird Lao, Enrico Rava Parco della musica Jazzlab, Mina Agossi Quartet, Odean Pope All Stars feat. Eddie Henderson, Jeff « Tain » Watts
- 2011 : Haïdouti Orkestar, "Meandres" feat. Bart Maris (en), Charles Lloyd New Quartet,  Joachim Kühn, Majid Bekkas Sextet "Makenba", Louis Sclavis, Musica Nuda, ONJ Daniel Yvinec Shut Up and Dance
- 2012 : Perrine Mansuy, Dave Holland Prism Quartet (Craig Taborn, Kevin Eubanks, Eric Harland), Elina Duni, Dhafer Youssef Quartet, Fiona Monbet, Angelo Debarre Quintet
- 2013 : Mediterranean Charlie Orchestra[5], Antonello Salis / Fabrizio Bosso, Ibrahim Maalouf Quintet "Wind", Kellylee Evans, Avishai Cohen.
- 2014 : Antoine Berjeaut Quintet, Médéric Collignon Tribute to King Crimson, Anouar Brahem Quartet, Reis/Demuth/Wiltgen Trio, Joshua Redman Quartet.
- 2015 : Sylvain Luc, Stefano Di Battista, Emmanuel Cremer, Ambrose Akinmusire, Renaud Garcia-Fons, Paolo Fresu, Omar Sosa, Trilok Gurtu, Brad Mehldau, Thomas de Pourquery Magnetic Ensemble.
- 2016 : Yaron Herman & Ziv Ravitz (de), John McLaughlin, Stéphane Belmondo, Jacky Terrasson, Enrico Rava, Cécile McLorin Salvant, Vincent Peirani, Cabaret Contemporain.
- 2017 : Shabaka Hutchings, Pharoah Sanders, Jowee Omicil, Chucho Valdés, Naïssam Jalal, Dhafer Youssef.
- 2018 : Famoudou Don Moye, A Filletta + Paolo Fresu, Yazz Ahmed, Mulatu Astatke, Pat Metheny, Théo Ceccaldi